# Oued Naanaa
Oued Naanaa (franska: Oued Naanaa (CR), Oued Naanaa (Commune Rurale), arabiska: انخيلة) är en kommun i Marocko.   Den ligger i provinsen Settat och regionen Casablanca-Settat, i den norra delen av landet, 120 km söder om huvudstaden Rabat. Antalet invånare är 7 126.